# Альфонсо VII
Альфо́нсо VII (ісп. Alfonso VII, 1 березня 1105 — 21 серпня 1157) — імператор усієї Іспанії (1116–1157). Король Галісії (1111—1126), Леону (1126—1157), Кастилії (1127—1157). Представник кастильської Бургундської династії. Син графа Галісії Раймунда I й королеви Кастилії та Леону Урраки I. Діяння описані в «Хроніці Альфонсо Імператора». До 1126 року правив разом із матір'ю. Прізвисько — Імператор (ісп. el Emperador).

## Імена
- Альфо́нсо VII (ісп. Alfonso VII) — у іспанських джерелах.
- Альфо́нсо Імпера́тор (ісп. Alfonso, el Emperador) — за імператорським титулом.
- Альфо́нсо Лео́нський (ісп. Alfonso de León) — за королівським титулом.
- Альфо́нсо Райму́ндес, Альфо́нсо син Раймунда (ісп. Alfonso Raimúndez) — по-батькові.
- Альфо́нс (лат. Alphonsus) — у офіційній документації.
- Афо́нсу (порт. Afonso) — у португальських джерелах.

## Біографія

### Боротьба за владу
Син Урраки I, королеви Кастилії і Леону, та Раймунда Бургундського. Народився у 1105 році в містечку Кальдас-де-Рейс під час намісництва його батьків в Галісії. Виховувався під наглядом галісійського магната Педро де Траби.
У 1111 отримав одну Галісію, коронувавшись у Сантьяго-де-Компастела. Із самого початку намагався здобути самостійність від матері-королеви та вітчима. Того ж року галісійці зазнали поразки, й Альфонсо підкорився Урраці I й Альфонсо I. У 1112 році підтримав свою мати в її боротьбі з Альфонсо I, королем Арагону. Після відступу останнього до власних володінь, Альфонсо розпочав боротьбу за владу з матір'ю за Кастилію і Леон. Втім у 1115 році зазнав поразки від арагонців та португальців.
Протягом низки конфліктів у 1117—1118, 1120—1121 роках він поширив свою владу на значну частину королівств Кастилія і Леон. Зрештою у 1124 році Уррака I передала Альфонсо фактичну владу. У 1125 році його коронують як короля Толедо. Втім останній стає королем усієї держави після смерті матері у 1126 році.

### Король
Із самого початку вступив у боротьбу з Альфонсо I, короля Арагону, за Кастилію. Після боротьби у 1127 році було укладено мирний договір у Томарі, за яким Альфонсо VII отримав Кастилію, відмовившись від області басків та домагань на Наварру. Того ж року завдав поразки португальській графині Терезі, яка визнали залежність від Кастилії.
Він був володарем енергійним, розважливим і справедливим, наполегливим вояком з маврами і щедрим покровителем церкви, зокрема сприяв розбудові монастирів цистерціанців у Леоні та Кастилії.
У наступні роки (особливо після смерті Альфонса I Арагонського) його могутність постійно зростала. Альфонсо VII вимушений був боротися із самостійністю кастильських і леонських грандів. 1130 року він вступив у війну з португальським графом Афонсу I, який відмовлявся визнати владу короля.
У 1134 після смерті короля Альфонсо Арагонського вступив у боротьбу за спадок останнього. Проте Альфонсо VII зумів зайняти лише міста Ла-Ріоха і Сарагоса. Того ж року змусив визнати свою зверхність королів Наварри і Арагону.

### Імператор
26 травня 1135 року Альфонсо VII прийняв титул імператора Іспанії в Леоні. Всі християнські правителі Пірейнського півострова склали йому присягу на вірність — арагонський король Раміро ІІ, наваррський король Гарсія IV, барселонський граф Рамон-Беренгер IV, тулузький граф Альфонс Журден, монпельєський граф Вільгельм VI, і навіть сарагоський емір Абдул Малік. Лише португальський граф Афонсу не здійснив омажу.
1137 року Альфонсо переміг португальського графа Афонсу, нав'язавши йому Туйський договір. Того ж року в м. Леоні збори-курія під головуванням короля вперше отримують назву кортеси.
У 1138 році під час походу проти маврів зумів захопити важливі фортеці Коріа та Ореха.
1143 року за Саморським договором Альфонсо VII визнав самостійність Португалії та королівський титул Афонсу І; натомість останній визнав свою зверхність від Альфонсо VII як імператора усієї Іспанії. Того ж року змушений був погодитися на об'єднання королівства Арагон та графства Барселона.
Він був першим з іспанських королів, що почав війни в Андалусії. 1144 році кастильське військо захопило Кордову і Хаєн, але у 1145 році король вимушений був відступити з Кордови. У 1146 році уклав союз із еміром ібн-Ганія з династії Альморавідів проти вторгнення загонів Альмогадів. У 1147 році після наполегливої облоги за підтримки Рамона Беренгера IV, короля Арагону, та французьких хрестоносців й генуезького флоту було захоплено важливе місто Альмерію. У 1150 році після смерті Гарсії IV, короля Наварри, поділив державу востаннє з Арагоном, отримавши частину Країни Басків та Біскайю. 1151 році визнав за Рамоном Беренгером IV на завоювання Валенсії та Мурсії.
Але в наступні роки наступ Кастилії було зупинено внаслідок вторгнення військ Альмогадів з Магрибу. Вони завдали кастильцям низку поразок у 1146 році. У 1147 році Альмогади на чолі із аль-Марійя захопили Альмерію, і Альфонсо VII нічого не зміг зробити для її звільнення. Але вже у 1148 році зайняв місто Тортоса.
Альфонсо VII помер 1157 року на перевалі Мурадуль в Сьєрра-Морено, повертаючись до Толедо з чергового походу. Заповіт короля також сприяв ослабленню християнських держав. Вмираючи, він поділив державу між своїми синами, залишивши синам: Санчо — Кастилію, Фердинанду — Леон.

## Родина
1 Дружина — Беренгарія, донька Рамона-Беренгера III, графа Барселони.
Діти:
- Санчо (1134—1158), король Кастилії у 1157—1158 роках
- Фернандо (1137—1188), король Леону у 1157—1188 роках
- Рамон (1136)
- Гарсія (1142-бл.1145)
- Альфонсо (1144—1149)
- Санча (1139—1179), дружина Санчо IV, короля Наварри
- Констанс (1140—1160), дружина Людовика VII Капета, короля Франції

2 Дружина — Рихеза, донька Владислава II П'яста, великого князя Польщі
Діти:
- Фердинанд (1153—1157)
- Санча (1155—1208), дружина Альфонсо II, короля Арагона

1 Коханка — Гонтродо Перес
Діти:
- Уррака (1133—1189)., дружина Гарсії IV, короля Наварри

2 Коханка — Уррака де Кастро
Діти:
- Стефанія Альфонсо (між 1139 та 1148—1180), дружина Фернандо Родрігес де Кастро